# Districten van Ivoorkust
Ivoorkust is sinds 2011 onderverdeeld in 12 districten, verder onderverdeeld in 31 regio's, en 2 autonome districten. Binnen de regio's bestaan de  departementen, elk onder leiding van een prefect.  Voor de indeling in districten was Ivoorkust ingedeeld in regio's.
| Code  | Naam               | Categorie         |
| ----- | ------------------ | ----------------- |
| CI-AB | Abidjan            | autonoom district |
| CI-BS | Bas-Sassandra      | district          |
| CI-CM | Comoé              | district          |
| CI-DN | Denguélé           | district          |
| CI-GD | Gôh-Djiboua        | district          |
| CI-LC | Lacs               | district          |
| CI-LG | Lagunes            | district          |
| CI-MG | Montagnes          | district          |
| CI-SM | Sassandra-Marahoué | district          |
| CI-SV | Savanes            | district          |
| CI-VB | Vallée du Bandama  | district          |
| CI-WR | Woroba             | district          |
| CI-YM | Yamoussoukro       | autonoom district |
| CI-ZZ | Zanzan             | district          |

Elk district heeft een districtsraad en wordt geleid door een minister-gouverneur.